# San Sebastián Coatán
San Sebastián Coatán är en kommunhuvudort i Guatemala.   Den ligger i departementet Departamento de Huehuetenango, i den västra delen av landet, 170 km nordväst om huvudstaden Guatemala City. San Sebastián Coatán ligger 2 418 meter över havet och antalet invånare är 801.
Terrängen runt San Sebastián Coatán är bergig västerut, men österut är den kuperad. Terrängen runt San Sebastián Coatán sluttar västerut. Runt San Sebastián Coatán är det ganska tätbefolkat, med 166 invånare per kvadratkilometer. Närmaste större samhälle är Jacaltenango, 19,3 km väster om San Sebastián Coatán. I omgivningarna runt San Sebastián Coatán växer i huvudsak blandskog.